# Uuden Musiikin Kilpailu 2019
L'ottava edizione di Uuden Musiikin Kilpailu è stata organizzata dall'emittente radiotelevisiva finlandese Yleisradio (Yle) che è stata utilizzata come processo di selezione nazionale per l'Eurovision Song Contest 2019 di Tel Aviv.

## Format
Per l'ottavo anno consecutivo Yle ha scelto Uuden Musiikin Kilpailu come metodo di selezione nazionale finlandese per l'Eurovision Song Contest.
Come è capitato con l'edizione precedente, è stata scelta solamente la canzone rappresentante la Finlandia all'Eurovision Song Contest, dato che Darude, accompagnato da Sebastian Rejman, sono stati selezionati internamente dalla Yleisradio come rappresentanti della nazione.
I tre brani in gara, ed i loro relativi autori, sono stati annunciati rispettivamente l'8 (Relase Me), il 15 (Superman) e il 22 (Look Away) febbraio 2019.

## Risultati
| Ordine | Artista                       | Brano      | Lingua  | Autori                                           | Giuria | Televoto | Totale | Posizione |
| ------ | ----------------------------- | ---------- | ------- | ------------------------------------------------ | ------ | -------- | ------ | --------- |
| 1      | Darude feat. Sebastian Rejman | Release Me | Inglese | Ville Virtanen, Jaakko Manninen, Brandyn Burnett | 70     | 19       | 89     | 3         |
| 2      | Darude feat. Sebastian Rejman | Superman   | Inglese | Ville Virtanen, Chris Hope, Thom Bridges         | 74     | 73       | 147    | 2         |
| 3      | Darude feat. Sebastian Rejman | Look Away  | Inglese | Ville Virtanen, Sebastian Rejman                 | 96     | 148      | 244    | 1         |